# سميرة مخملباف
سميرة مخملباف (بالفارسية: سميرا مخملباف) مواليد 15 فبراير 1980 في طهران، هي مخرجة وكاتبة سيناريو إيرانية بدأت نشاطها سنة 1998. وهي ابنة المخرج الجدلي محسن مخملباف الذي كان سابقا عضوًا في تنظيم مسلح معارض للشاه والملكية في إيران وقد استطاعت أن تشق طريقها إلى السينما الإيرانية بفضل موضوعات أفلامها التي تخلق جدلا في المجتمع الإيراني.

## السيرة الذاتية
بعد مغادرتها المدرسة الثانوية في سن الخامسة عشر عامًا بعد شعورها بعدم كفاءة معلميها قررت التوجه إلى العمل والدراسة السينمائية على يد والدها في إطار ما سمي ببيت فيلم مخملباف لمدة 5 سنوات وقد شاركت في فيلم من إخراج والدها في دور فتاة غجرية وهي في سن الثامنة تحت عنوان سائق الدراجة وفي عام 1997 قامت بإخراج أول فيلم لها وهو التفاحة الذي حاز على عدة جوائز وعرض في أكثر من 100 مهرجان على مدى سنتين و3 سنوات بعد ذلك أضافت إلى رصيد أعمالها فيلما أخر وهو اللوح الأسود وقد درست علم النفس والقانون وعمرها 20 سنة في جامعة روهامبتون بلندن.، وفي عام 1998 كانت أصغر مخرجة في العالم تشارك في القسم الرسمي من مهرجان كان.
وكانت عضوة هيئة تحكيم لكل من مهرجان لوركارنوا للأفلام بسويسرا سنة 1998 وكذلك في مهرجان موسكو للأفلام بروسيا في دورته 22 عام 2000 وأيضا في مهرجان فينيسيا للأفلام بإيطاليا خلال نفس السنة وفي مهرجان برلين عام 2004 في نسخته 54 وفي مهرجان سان سيباستيان في عام 2009.

## الأفلام[5]
- 1997 : التفاحة (بالفارسية: سیب) (جائزة أفضل أول عمل لمخرجة في مهرجان كان في قسم نظرة خاصة).
- 2000 : اللوح الأسود (بالفارسية: تخته سیاه) (جائزة لجنة التحكيم في مهرجان كان).[6]
- 2002 : 11'09"01.
- 2003 : في الخامسة بعد الظهر (بالفارسية: پنج عصر).
- 2008 : الطفل-الحصان.

## الجوائز
على مدى سنوات تمكنت المخرجة الشابة من كسب ثقة السينما العالمية وذلك من خلال حصولها على عدة جوائز أهمها:
- 1998 : وسام «سذرلاند» في مهرجان لندن للأفلام بالمملكة المتحدة.
- 1998 : جائزة النقاد الدولية في مهرجان لوكارنو للأفلام بسويسرا.
- 1998 : جائزة المحكمين الخاصة في مهرجان ساو باولو للأفلام بالبرازيل.
- 1999 : جائزة المحكمين الخاصة في مهرجان السينما المستقلة بالأرجنتين.
- 1999 : جائزة النقاد في مهرجان السينما المستقلة بالأرجنتين.
- 2000 : جائزة المحكمين في المنافسات الرسمية بمهرجان كان للأفلام بفرنسا.
- 2000 : جائزة فيدريكو فيليني التشريفية من اليونيسكو بباريس.
- 2000 : جائزة فرانسوا تروفت من مهرجان جيفوني للأفلام بإيطاليا.
- 2000 : جائزة المحكمين من مركز الأفلام الأميركي بالولايات المتحدة الأميركية.

## وصلات خارجية
- سميرة مخملباف على موقع IMDb (الإنجليزية)
- سميرة مخملباف على موقع مونزينجر (الألمانية)
- سميرة مخملباف على موقع ألو سيني (الفرنسية)
- سميرة مخملباف على موقع أول موفي (الإنجليزية)
- سميرة مخملباف على موقع قاعدة بيانات الأفلام السويدية (السويدية)
- سميرة مخملباف على موقع قاعدة بيانات الفيلم (الإنجليزية)
- سميرة مخملباف على موقع كينوبويسك (الروسية)